# Marcelo Valle Silveira Mello

Marcelo Valle Silveira Mello (Mugshot)

Marcelo Valle Silveira Mello (n. 9 august 1985, Brasília, Districtul Federal, Brazilia) este un hacker de securitate⁠(d) brazilian. El a fost arestat în 2018 în timpul Operação Bravata pentru instigarea la violență. În prezent execută o pedeapsă de 41 de ani.
Un fost student IT, Marcelo încurajează actele violente și publicarea de imagini cu omor și pedofilie încă din 2005, când a activat în rețeaua socială Orkut. În 2009 a devenit primul brazilian care a răspuns pentru infracțiuni de rasism pe internet. Se presupunea că a luat legătura cu Welligton Menezes de Oliveira, care, în 2011, a ucis 12 copii la Școala Municipală Tasso da Silveira, din Realengo, Rio de Janeiro. El a fost arestat inițial în 2012, eliberat în 2013 și reținut din nou în 2018, când locuia la Curitiba. El l-a amenințat și l-a atacat timp de câțiva ani pe argentinianul Dolores Aronovich, profesor la Universitatea Federală din Ceará care deține un doctor în limba engleză și a petrecut ani buni denunțând practicile lui Marcelo. Acțiunile Dolores, cunoscute sub numele de Lola, au inspirat legea 13.642 / 2018, sancționată anul trecut, care autorizează Poliția Federală să investigheze misoginie pe internet.

## BolsoCoin
Marcelo Valle Silveira Mello este creatorul criptomonedei BolsoCoin, numită după Jair Bolsonaro. Este un furk al Litecoin și a fost strâns legat de „Dogolachan” de la lansare. Moneda este folosită pe forumurile anonime din rețeaua Tor ca formă de plată pentru activități numite doxxing și swatting. Prima se referă la furtul de date private și transmiterea acestora către alte persoane, iar a doua este folosită pentru un fel de apel farsă către serviciile de urgență. Obiectivul primului este de a șantaja persoana, în timp ce al doilea urmărește doar să jeneze victima. Moneda, disponibilă pe platforma GitHub, a fost creată de utilizatorul psyclon, care se identifică pe pagina sa drept Marcelo Mello. Un raport din ziarul Correio Braziliense relatează că este Marcelo Valle Silveira Mello. Inițial, Psycl0n a lansat exact 1.488 de unități criptomonede. 14/88 sunt două numere pe care neonaziștii le folosesc ca fluiere pentru câini. 14 provine din motto-ul supremacist american („trebuie să garantăm existența poporului nostru și un viitor pentru copiii albi”, 14 cuvinte) iar 88 se referă la „Heil Hitler”, întrucât H este a opta literă a alfabetului. Odată cu apariția Bitcoin, au apărut mii de proiecte de criptoaseme, multe dintre ele, însă, având unicul scop de a strânge fonduri pentru creatorii lor. Aceste proiecte, care nu prezintă nicio îmbunătățire, utilitate sau fundație, sunt cele pe care comunitatea le-a adoptat ca termen de referință pentru monedele sale, cuvântul shitcoin.